# Liber abbaci
9 8 7 6 5 4 3 2 1

Cvm his itaque nouem figuris, et cum hoc signo 0, quod arabice zephirum appellatur, scribitur quilibet numerus, ut inferius demonstratur.»
9 8 7 6 5 4 3 2 1

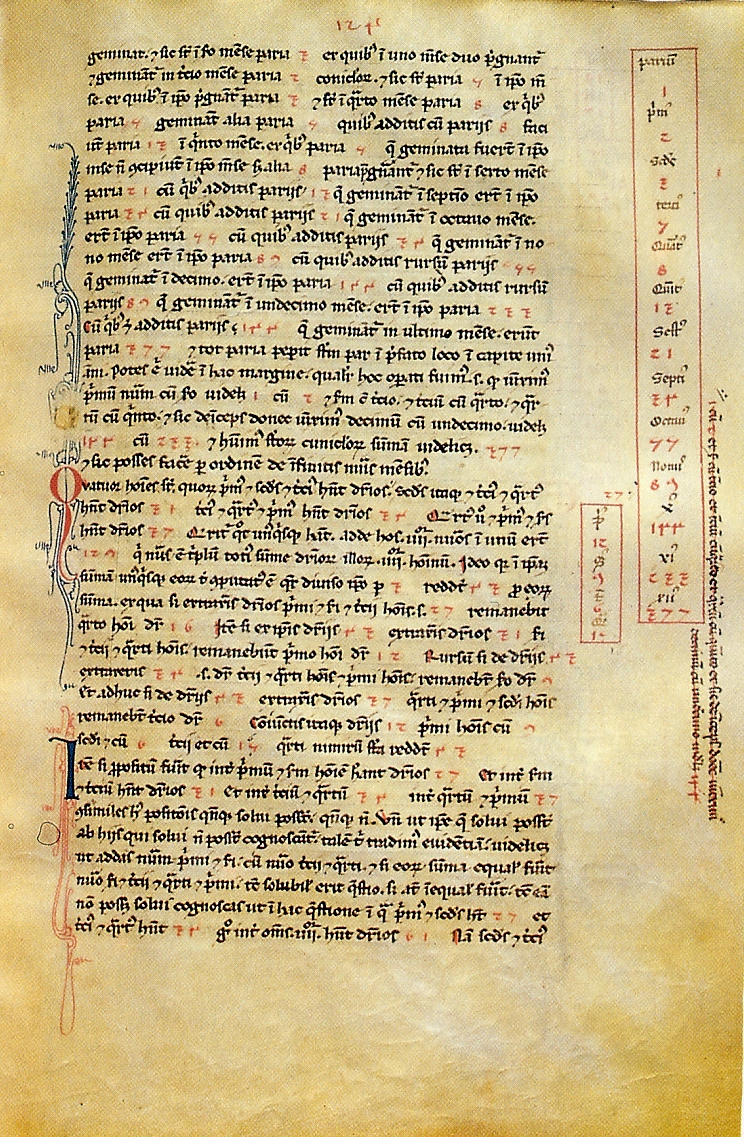
Un foglio del manoscritto su pergamena del Liber abbaci conservato nella Biblioteca Nazionale Centrale di Firenze (Codice Magliabechiano Conv. Soppr. C 1, 2616, fol. 124r). Il testo è quello celebre sulla fertilità di una coppia di conigli, con cui viene introdotta la sequenza di numeri oggi nota con il nome di successione di Fibonacci; come si può vedere, infatti, il riquadro sulla destra presenta i primi tredici termini (in numeri arabi) della successione: 1, 2, 3, 5, 8, 13, 21, 34, 55, 89, 144, 233 e 377.

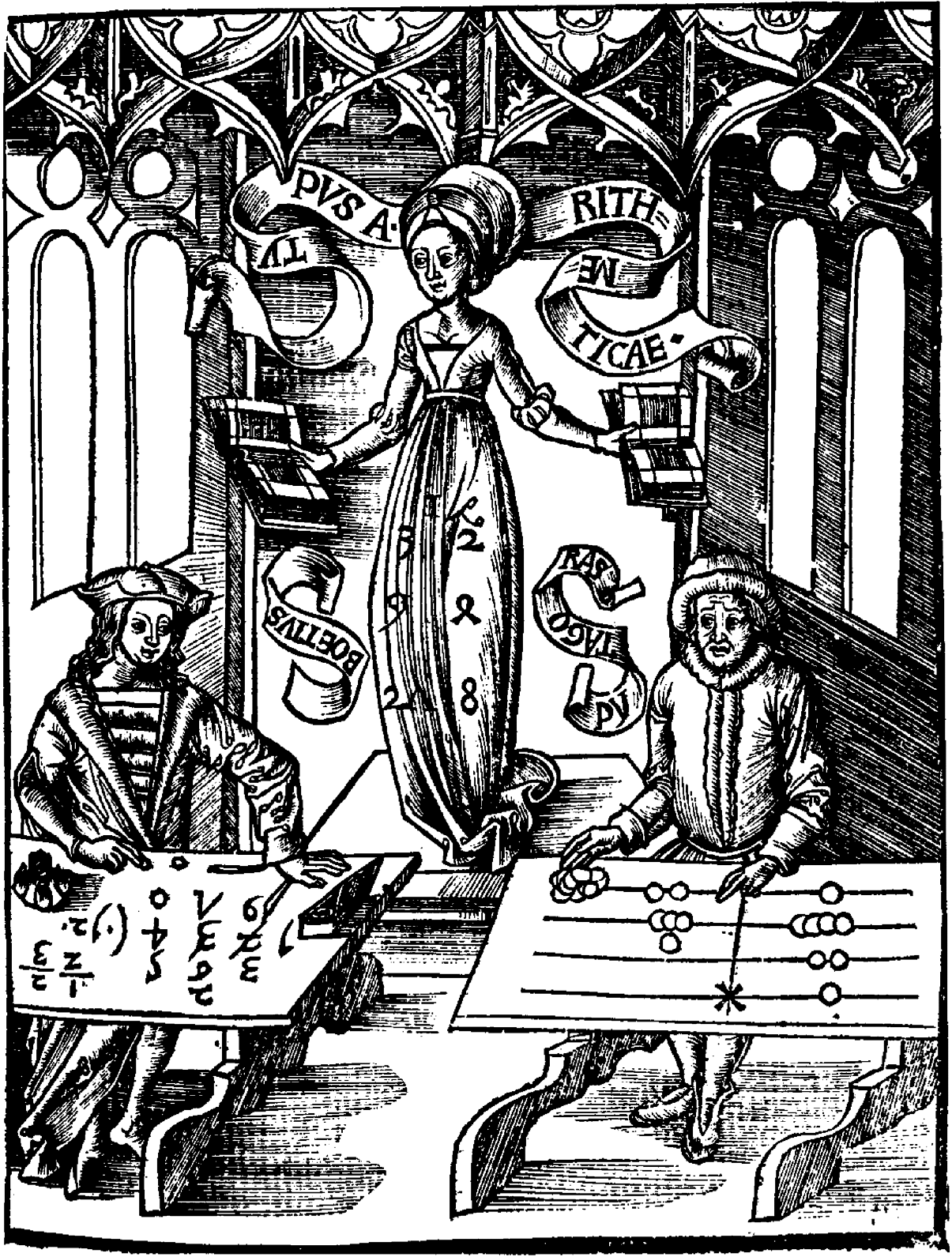
Xilografia (1508) tratta dalla Margarita philosophica di Gregor Reisch in cui, sotto l'egida di "Madame Arithmatica", sono raffigurati il sistema di calcolo con i numeri arabi e quello con l'abaco

Con tali nove figure, e con il simbolo 0, che gli arabi chiamano zefiro, qualsiasi numero può essere scritto, come sarà dimostrato più avanti.»
(Leonardo Fibonacci, Liber abbaci, inizio del primo capitolo.)
Il Liber abbaci, noto anche come Liber abaci, è un trattato di argomento matematico. Scritto in latino medievale nel 1202 dal matematico pisano Leonardo Fibonacci, che nel 1228 ne pubblicò una seconda stesura, ha svolto un ruolo fondamentale nella storia della matematica occidentale ed è ritenuto uno dei libri più importanti e fecondi del Medioevo.
Il Liber abbaci è un ponderoso trattato di aritmetica e algebra con il quale, all'inizio del XIII secolo, Fibonacci ha introdotto in Europa il sistema numerico decimale indo-arabico e i principali metodi di calcolo a esso relativi. Il libro non tratta l'utilizzo dell'abaco, sicché il suo titolo può essere tradotto in Libro del calcolo: dato che abaco per i Greci, i Romani e i maestri d'abaco dei secoli precedenti era uno strumento di calcolo, secondo alcuni studiosi il titolo non sarebbe autoriale, per quanto non vi siano dubbi che il Fibonacci abbia in effetti riservato questa denominazione all'aritmetica-algebra applicativa in genere.
Su questo trattato, per oltre tre secoli, si formeranno maestri e allievi della scuola toscana. L'equilibrio fra teoria e pratica era di fatto raggiunto. Fibonacci dice: «Ho dimostrato con prove certe quasi tutto quello che ho trattato».
Quando Fibonacci scrisse il trattato, in Europa gli scritti di matematica avanzata erano quasi del tutto inesistenti, a parte le traduzioni delle opere classiche (gli Elementi di Euclide, per esempio), che però erano ancora molto poco diffuse, e i cosiddetti Algorismi, scritti di aritmetica latina che prendevano il nome dal matematico al-Khwarizmi. Fibonacci compì un'operazione unica, diversa da quelle degli Arabi, se non per l'originalità certo per la mole.
La prima edizione a stampa del Liber abbaci è stata curata da Baldassarre Boncompagni Ludovisi nel 1857, che si basò su un manoscritto del XIV secolo recante al suo interno una versione databile al 1228.

## Struttura
Il trattato non ha precedenti in Europa ed è al livello di quelli esistenti nel mondo islamico e classico; è d'altronde evidente che Fibonacci trae molto dalle opere di matematici arabi quali al-Khwarizmi e Abu Kamil. È il trattato più noto e importante di Fibonacci, enorme (459 pagine nell'edizione in-quarto del Boncompagni), diviso in 15 capitoli:
1. La conoscenza delle nove figure indiane, e come con esse si scrivano tutti numeri; quali numeri si possano tenere in mano e come, e l'introduzione all'abaco.
2. La moltiplicazione degli interi.
3. L'addizione degli stessi.
4. La sottrazione dei numeri minori dai maggiori.
5. La divisione dei numeri interi per numeri interi.
6. La moltiplicazione degli interi con le frazioni, e delle frazioni senza interi.
7. La somma, la sottrazione e la divisione degli interi con le frazioni e la riduzione delle parti di numeri in parti singole.
8. L'acquisto e la vendita delle merci e simili.
9. I baratti delle merci, l'acquisto di monete e simili.
10. Le società fatte tra consoci.
11. La fusione delle monete e regole correlative[8].
12. La soluzione di questioni diverse, dette miscellanee.
13. La regola della doppia falsa posizione, e come con essa si risolvano pressoché tutte le questioni miscellanee.
14. Il calcolo delle radici quadrate e cubiche per moltiplicazione e divisione o da estrazione e il trattato dei binomi recisi e delle loro radici.
15. Le regole delle proporzioni geometriche; e le questioni di algebra e almucabala.

L'opera può essere suddivisa in quattro parti:
la prima, che comprende i primi sette capitoli, è un'introduzione all'algebra e ai nuovi numeri, non fa riferimenti alla vita reale ma presenta esempi sempre più complessi così da abituare il lettore ai nuovi numeri. Seguono poi quattro capitoli che presentano molti problemi nella mercatura; qui il lettore mette alla prova le nuove conoscenze e capisce la superiorità dell'algoritmo indiano rispetto a quello romano. Il dodicesimo capitolo è il più ampio, comprende problemi di matematica "divertente", uomini che trovano borse, conigli che si moltiplicano, divisione di cavalli, ecc. La terza parte (che coincide con il tredicesimo capitolo) tratta il metodo della doppia falsa posizione, uno dei metodi più potenti della matematica araba e medievale. L'ultima parte tratta questioni astratte, estrazione di radici, binomi recisi e proporzioni con la geometria. Vengono presentate le novem figure degli indiani e il signum 0, operazioni su interi e le frazioni, criteri di divisibilità, ricerca del massimo comune divisore e il minimo comune multiplo, regole di acquisto e di vendita, cambi monetari, regole del tre semplice e del tre composto, ecc. La parte algebrica è dedicata allo studio delle equazioni algebriche quadratiche secondo i metodi di al-Khwarizmi, Abu Kamil, al-Karaji. Fibonacci definisce tre termini primitivi dell'algebra - il termine noto (numerus), la radice quadrata (radix , il quadrato (census) - che gli serviranno per studiare le equazioni di primo e di secondo grado, tratte dall'algebra di al-Khwarizmi, che introduce tramite le seguenti sei equazioni:
- {\displaystyle a\cdot x^{2}=b\cdot x}
- {\displaystyle a\cdot x^{2}=c}
- {\displaystyle b\cdot x=c}
- {\displaystyle a\cdot x^{2}+b\cdot x=c}
- {\displaystyle b\cdot x+c=a\cdot x^{2}}
- {\displaystyle a\cdot x^{2}+c=b\cdot x}

Studierà anche binomi e trinomi associati alle equazioni, l'algoritmo risolutivo e la sua relativa giustificazione geometrica e una novantina di problemi risolvibili con le conoscenze apprese nel libro. I nuovi algoritmi presentati da Fibonacci erano, per l'epoca, procedure di calcolo scritte in linguaggio colloquiale che intendevano facilitare la risoluzione dei problemi di calcolo evitando l'uso dell'abaco, fino ad allora insostituibile dato che si operava con il sistema numerico romano. La maggior parte dei metodi aveva inoltre fondamento teorico nel metodo principale delle proporzioni e negli altri algoritmi presentati negli Elementi di Euclide.
Fra i problemi trattati, 22 sono desunti da al-Khwarizmi e 53 da Abu Kamil. I quindici capitoli del libro contengono problemi di natura disparata. Il dodicesimo (dal titolo De Regulis Erractis) è quello più ricco e vario: tratta i numeri perfetti e il problema della coppia di conigli, quello per cui è diventato famoso: "Determinare quanti conigli si avranno alla fine dell'anno partendo da una coppia che sarà fertile a partire dal secondo mese". 

## Le fonti delLiber abbaci
La maggior parte degli studiosi concorda nel ritenere che il Fibonacci abbia avuto a disposizione una gran quantità di fonti latine, greche e arabe, e che le abbia utilizzate per scrivere il suo Liber abbaci. Alcune fonti possono essere identificate con una certa sicurezza: ad esempio, è comunemente accettata l'ipotesi che il Pisano abbia mutuato il sistema di notazione delle frazioni continue ascendente dalla scuola matematica del Maghreb.
Naturalmente non è possibile stilare una lista completa di tutti i trattati in lingua latina, greca e araba che il Pisano potrebbe aver conosciuto: egli, infatti, quasi mai cita gli scritti di altri autori all'interno del suo Liber abbaci. Tuttavia, anche se il dibattito sulle fonti da lui utilizzate è ancora in corso, su alcuni punti gli studiosi tendono a essere d'accordo.
Quasi sicuramente il nostro matematico ha avuto a disposizione una copia del Kitab al-fusul fi al-hisab al-hindi (Libro di capitoli sull'aritmetica indiana) del matematico al-Uqlidisi, del X secolo. Inoltre è innegabile che egli abbia conosciuto l'opera aritmetica del matematico persiano al-Khwarizmi, vissuto nel IX secolo, che potrebbe aver letto nell'originale arabo.
Per quanto riguarda la parte algebrica del Liber abbaci, si ritiene che Leonardo abbia avuto un'ottima conoscenza non solo del Kitab al-jabr di al-Khwarizmi, ma anche del Kitab fil-jabr wa'l muqabala del matematico egiziano Abu Kamil, entrambi di argomento algebrico. Infine, tutti gli studiosi concordano nel riconoscere che Fibonacci dovette avere una grande familiarità anche con gli Elementi di Euclide, con il Liber embadorum di Platone da Tivoli, con il Libro sul rapporto e sulla proporzione di Ahmad ibn Yusuf al-Daya, con l'opera di argomento geometrico di Banu Musa e con il Liber mahamelet.
Per quel che concerne l'opera algebrica di Omar al-Khayyam, la maggior parte degli studiosi è del parere che il Fibonacci non l'abbia conosciuta (o che, comunque, non l'abbia utilizzata). Vissuto a cavallo tra l'XI e il XII secolo, al-Khayyam si occupò di aritmetica, algebra e musica, oltre che di poesia e di filosofia. La sua opera matematica più conosciuta, dal titolo Algebra wa al-muqabala (Dimostrazioni di problemi di algebra), offre un'analisi avanzata delle equazioni polinomiali, che il Pisano non sembra prendere in considerazione nella stesura del suo Liber abbaci. 

## La tradizione manoscritta delLiber abbaci
La tradizione manoscritta del Liber abbaci è molto ampia e complessa. Attualmente si conoscono diciannove testimoni manoscritti dell'opera, ma bisogna tener presente che questo numero è in costante aggiornamento. Alcuni di questi manoscritti tramandano l'opera in forma completa, mentre altri presentano al loro interno soltanto alcuni dei capitoli di maggior interesse. Si tratta, in particolare, dei capitoli conclusivi dell'opera, quelli che affrontano le cosiddette questioni erratiche, i numerosi problemi rappresentabili attraverso sistemi indeterminati, nonché alcune questioni teoriche di natura algebrica.

## La fortuna delLiber abbaci
Verso la fine del XIII secolo videro la luce molte opere di argomento aritmetico in lingua volgare, soprattutto in Toscana, dove fiorivano le botteghe dell'abaco. Queste opere, al pari del Liber abbaci, spiegavano i numeri da 1 a 9 e l'utilizzo dello zero, le quattro operazioni fondamentali e una serie di questioni relative al commercio. Si tratta di scritti più snelli rispetto al monumentale Liber abbaci: essi sono raggruppabili sotto il titolo comune di Libri dell'abbaco e si caratterizzano per la scelta di utilizzare il volgare invece del latino.
Per quanto la proliferazione dei libri d'abbaco sia stata davvero molto ampia, come osserva Keith Devlin nessuno si è accorto della loro esistenza prima che lo storico Gino Arrighi iniziasse a pubblicare le trascrizioni dei loro contenuti. Nel 1980 lo storico Warren Van Egmond pubblicò un catalogo di tutti i manoscritti italiani composti fino al 1600, e questo gli ha consentito di rilevare come la trattatistica dell'abaco si trasformò rapidamente in un genere ben distinto, man mano che il numero degli scritti aumentava. Oggi la trattatistica dell'abaco è uno dei campi di studio privilegiati degli storici della matematica e degli italianisti. 
L'esempio più famoso della tradizione abbachistica vernacolare è la Summa de arithmetica, geometria, proportioni e proportionalita di Luca Pacioli (1494). L'opera presenta molti punti in comune con il Liber abbaci di Leonardo Fibonacci, da cui si differenzia per la scelta del volgare e per l'essere indirizzato a un pubblico per lo più di mercanti.